# Le Messie récalcitrant
Le Messie récalcitrant (Illusions : The Adventures of a Reluctant Messiah, dans la version originale en anglais américain) est un livre de Richard Bach, publié en 1977, qui remet en question notre vision de la réalité. L'histoire est basée sur le principe que le monde qui nous entoure est fait d'illusions que nous créons pour notre apprentissage et notre amusement.
Tiré d'un roman de Nevil Shute, Round the Bend, ce livre écrit après Jonathan Livingston le goéland est une histoire d'aventure mystique entre deux pilotes qui sillonnent l'Amérique. 
Donald Shimoda est un messie qui quitte son rôle (ainsi que son travail de mécanicien dans un garage) après s'être aperçu que les gens préfèraient être divertis par ses miracles plutôt que d'en comprendre le message. Il rencontre Richard, un pilote également, et commence à lui transmettre ses connaissances et lui apprendre à réaliser des "miracles".
De nombreuses citations sont tirés du Manuel du Messie dont la particularité est qu'il n'a pas de numéro de pages. La raison est que ce livre va s'ouvrir à la page où le lecteur trouvera conseil ou les réponses aux doutes et aux questions qu'il se pose.

## Éditions

### Édition américaine
- Illusions : The Adventures of a Reluctant Messiah, Delacorte Press, New York, 1977, 143 p.,  (ISBN 0440043182), (LCCN 76030788).

### Éditions françaises
- Le Messie récalcitrant (traduit de l'américain par Guy Casaril), éditions Flammarion, Paris, 1978, 160 p.,  (ISBN 2-08-064014-3), (BNF 34592614) ;
- Illusions : Le Messie récalcitrant (sans mention du traducteur), éditions J'ai lu, coll. « J'ai lu. Roman » no 2111, Paris, 1986, 156 p.,  (ISBN 2-277-22111-2), (BNF 34901603) ; L'édition de 1993 mentionnera à nouveau le traducteur, Guy Casaril.
- Le Messie récalcitrant : Illusions (traduit de l'américain par Guy Casaril), éditions J'ai lu, coll. « Librio » no 315, Paris, 1999, 124 p.,  (ISBN 2-277-30315-1), (BNF 37113600).